# Gedüngtes Ried
Das Gedüngte Ried ist ein vom Regierungspräsidium Tübingen am 29. März 1985 durch Verordnung ausgewiesenes Naturschutzgebiet auf dem Gebiet der Gemeinden Ehingen an der Donau und Schemmerhofen im Landkreis Biberach. 

## Lage
Das Naturschutzgebiet Gedüngtes Ried liegt ca. 1,2 Kilometer nordwestlich der Ortschaft Ingerkingen auf den Gemarkungen Kirchbierlingen (Westteil) und Ingerkingen (Ostteil). Das Gebiet gehört zum Naturraum Hügelland der unteren Riß.

## Schutzzweck
Wesentlicher Schutzzweck ist laut der Schutzgebietsverordnung „die Erhaltung des Niedermoores als Lebensraum für zahlreiche vom Aussterben bedrohte Tier‑ und Pflanzenarten einschließlich deren Lebensgemeinschaften sowie als Rastplatz und Nahrungsrevier für durchziehende Vogelarten.“

## Landschaftscharakter
Das Schutzgebiet besteht aus Streuwiesen, Feuchtgebüschen und einem kleinen Sukzessionswald im östlichen Teil. Es wird vom Mooswiesengraben und vom Rußgraben entwässert, welche zugleich die nördliche und südliche Gebietsgrenze bilden.